# Bokholt-Hanredder
Bokholt-Hanredder est une commune d'Allemagne du Schleswig-Holstein dans l'arrondissement de Pinneberg. Elle est située au nord-ouest de Hambourg et comprend les villages de Bokholt, Hanredder, Offenau et Voßloch. Elle faisait partie du duché de Holstein. Sa population était de 1 253 habitants au 31 décembre 2008.

Situation de Bokholt-Hanredder dans l'arrondissement de Pinneberg

## Personnalités
- Le comte Hans Nikolaus von Bernstorff (1856-1914), écrivain né à Hanredder